# Henri Fantin-Latour
Henri Fantin-Latour (ur. 14 stycznia 1836 w Grenoble, zm. 25 sierpnia 1904 w Buré w Dolnej Normandii) – francuski malarz i grafik.

## Życiorys
W 1854 rozpoczął studia w paryskiej École des Beaux-Arts. Uczeń Gustave’a Courbeta, którego poznał w 1859.
Fantin-Latour znany jest głównie z realistycznych portretów indywidualnych i grupowych, często swoich przyjaciół. Malował również sceny rodzajowe oraz martwe natury z owocami i kompozycjami kwiatowymi. Był blisko zaprzyjaźniony z Richardem Wagnerem. Jest autorem serii grafik (rysunków, litografii) i obrazów zainspirowanych tetralogią Wagnera Pierścień Nibelunga.
Pochowany został na Cmentarzu Montparnasse.

## Dzieła
- Pracownia w Batignolles, 1870, olej na płótnie 204 × 273,5 cm, Musée d’Orsay
- Toaleta, 1889, olej terpentynowy na kartonie 67 × 54 cm, Musée d’Orsay